# معركة زانطة

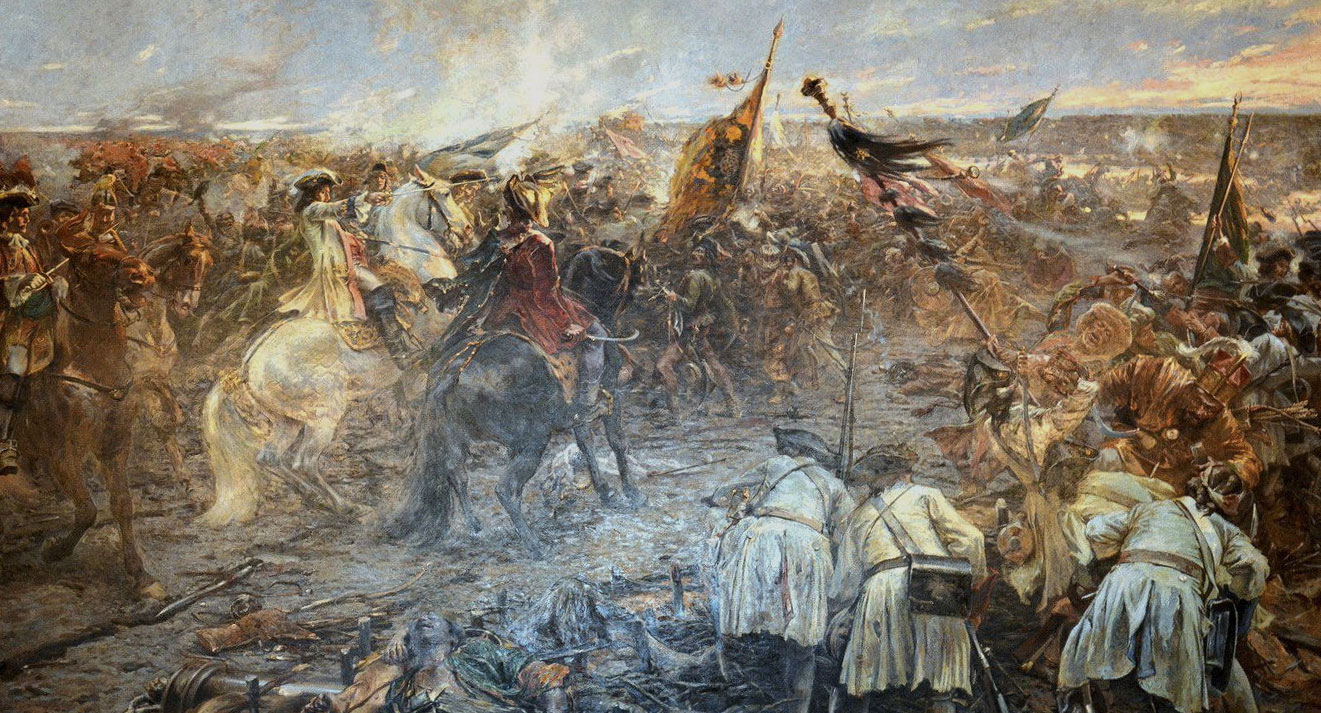
معركة زانطة

معركة زانطة (بالتركية: Zenta Muharebesi) هي معركة كبرى من معارك الحرب التركية العظمى (1683 ـ 1699) وقعت في 11 سبتمبر 1697م  بين الدولة العثمانية والجيوش النمساوية جنوب مدينة زينتا (زانطة) الصربية ـ التي كانت آنذاك جزءًا من الدولة العثمانية ـ على الضفة الشرقية لنهر تيسا. كانت هذه المعركة واحدة من أكبر الهزائم الحاسمة في تاريخ الدولة العثمانية.
قبيل المعركة، وقع ضابط كبير بالجيش العثماني في أسر جيوش الهابسبورغ، فعرف منه الأمير أوجين أمير سافوي ـ قائد جيوش الهابسبورغ ـ تفاصيل خطة العثمانيين، وتمكن من مباغتة الجيش العثماني أثناء عبوره جسرًا على نهر تيسا. وعبثًا حاول القائد العثماني ـ الصدر الأعظم ألماس محمد باشا ـ قيادة انسحاب منظم لجيشه الذي أربكته المفاجأة، لكن الدائرة دارت على الجيش لعثماني، وقُتل محمد باشا مختنقًا في المعمعة على أيدي جنوده.
أسفرت المعركة عن خسارة العثمانيين لمنطقة بانات، وكان من نتائجها طويلة المدى اضطرار الدولة العثمانية ـ بعد عامين ـ إلى توقيع معاهدة كارلوفجة (1699)، التي خسرت بموجبها أجزاء شاسعة من وسط أوروبا.

## معرض صور

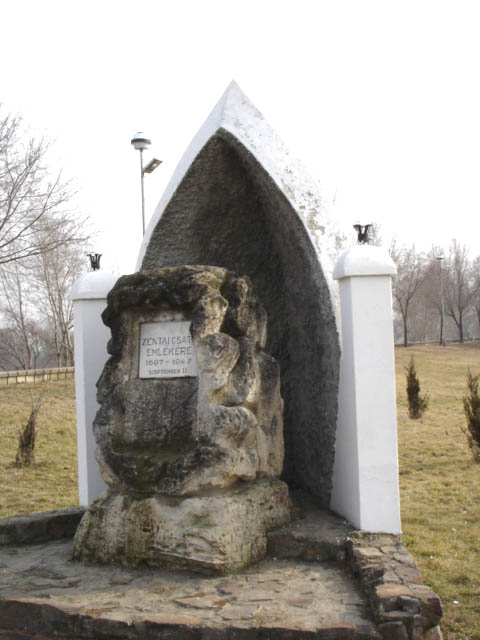
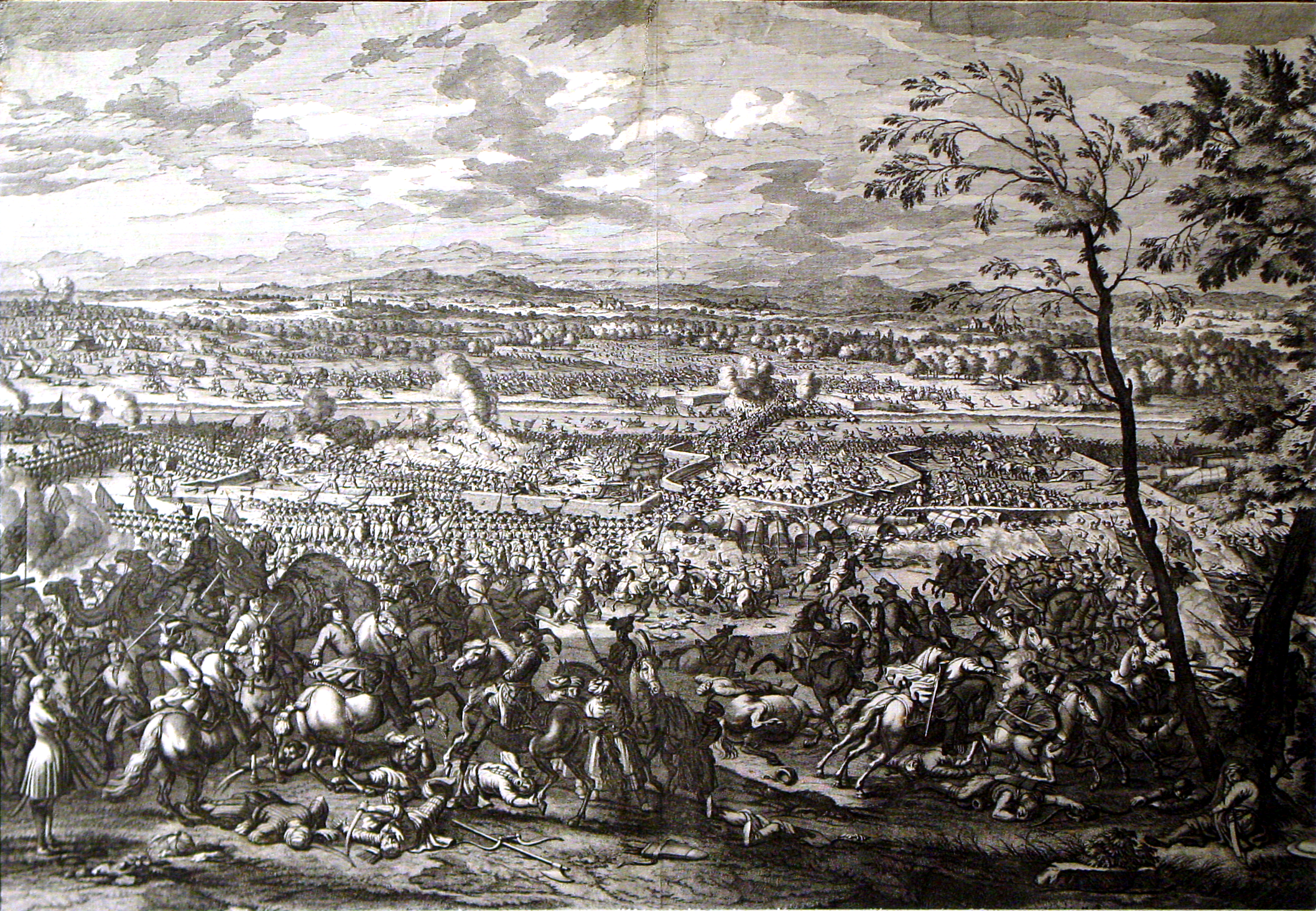
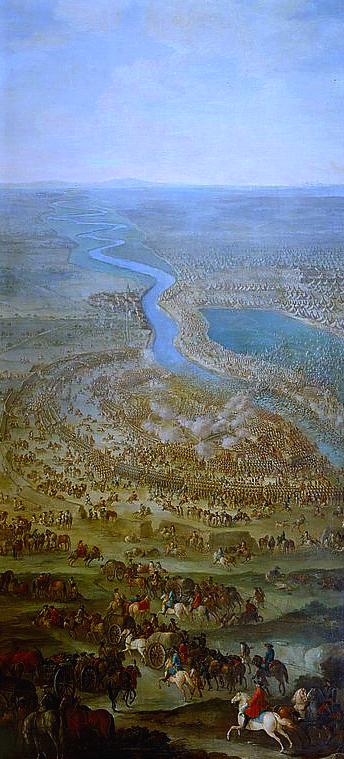